# Sackzug
Der Sackzug war ein Transportmittel, das im Bergbau eingesetzt wurde, um geförderte Bodenschätze zu Tal zu bringen.  
Mittels Sackzug wurde im Winter bei ausreichend vorhandenem Schnee das zerkleinerte Erz von hochgelegenen Bergbau-Stollen ins Tal transportiert. Ein Sackzug bestand aus bis zu über 30 hintereinander verknüpften, schweren Säcken, die ein einzelner Mann zu Tal bringen konnte. Die Sackzüge waren deutlich kostengünstiger als die Transporte mit Saumtieren oder Wagen.

## Geschichte
In ältester Zeit leisteten die Saumtiere die mühsame Transportarbeit im Gebirge. Um etwa 1490 wurden erstmals bei den Goldbergwerken in Rauris Sackzüge für diese Arbeit eingesetzt. Einige Säcke wurden mit bis zu 130 Kilogramm Erz gefüllt, fest zusammengebunden und im Winter auf sogenannten Riesen (präparierten, Bobbahn-ähnlichen Rutschbahnen) ins Tal gezogen. Ein starker Bauernbursche konnte damit 25 bis 30 Säcke, die wie Perlen einer Kette hintereinander angeordnet waren, bewältigen. Das Gewicht der Sackfüllungen war von der Erzsorte und der Größe der Erzteile abhängig. Die Sackzüge rutschten mit hoher Geschwindigkeit zu Tal, sodass sich an manchen Tagen zwei Transporte durchführen ließen. Im Gasteinertal wurden zur Blütezeit des Goldbergbaus im Winter geschätzte 3.000 Säcke pro Tag zu den Pochwerken gebracht. Gegenüber den sommerlichen Saumfuhren wurde damit eine etwa zehnfache Transportleistung bei teils halbierten Kosten erbracht.

## Beschreibung
Die Säcke waren ursprünglich vermutlich aus Leinen gefertigt. Ab etwa dem Jahr 1510 wurde die Gleitseite mit Leder verstärkt. In Rauris wurden Schweine gezüchtet, die besonders lange borstige Haare hatten. Die Häute dieser Langhaar-Schweine machten die Säcke besonders gut rutschfähig.
Die Arbeiten für die Sackzüge begannen mit den ersten Schneefällen im Herbst, indem Rutschbahnen ausgetreten wurden. Im Gasteinertal formierten sich Gruppen aus 12 Personen, ein Mann an der Spitze, gefolgt von zwei Männer und danach 3 Reihen aus je 3 Männern. Wegen der Zwölfzahl kam für die Tretmannschaften die Bezeichnung Zwölf Apostel auf. Bei der Schneeschmelze im Frühling hingegen kamen die Schaufler in Aktion, die den verbliebenen Schnee aus der Umgebung in die Rutschbahn schaufelten, um eine halbwegs gut befahrbare Bahn zu erhalten.
Für den Rücktransport der leeren Säcke kamen Hunde zum Einsatz. Jeder Sackzieher hatte mehrere Hunde, denen die im Tal entleerten Säcke umgebunden wurden und die mit dem Sackzieher wieder bergaufwärts marschierten. Beim Transport ins Tal saßen die Hunde mitunter auf den Erzsäcken.

## Sonstiges
Bei Schneemangel konnte keine kostengünstigen Sackzüge durchgeführt werden, weshalb in schneearmen Wintern die Bergleute Bittgottesdienste um Schnee abhielten.